# Arcidiocesi di Cardiff-Menevia

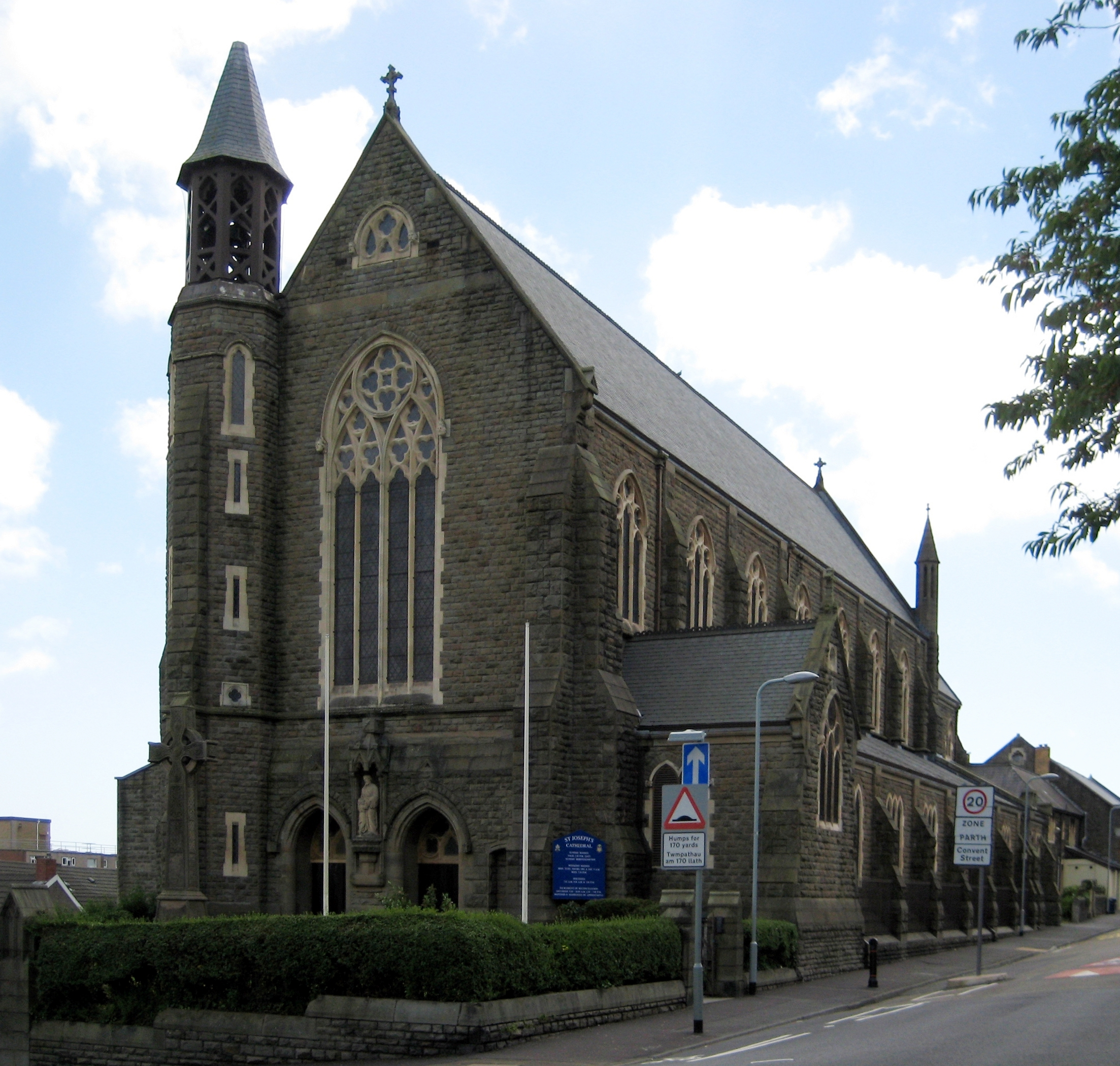
La concattedrale di San Giuseppe a Swansea, già cattedrale della diocesi di Menevia.

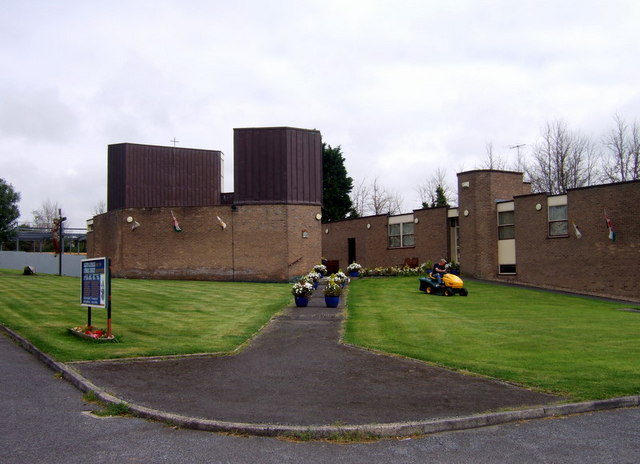
Il santuario nazionale gallese di Nostra Signora di Cardigan (Welsh National Shrine of Our Lady of Cardigan).

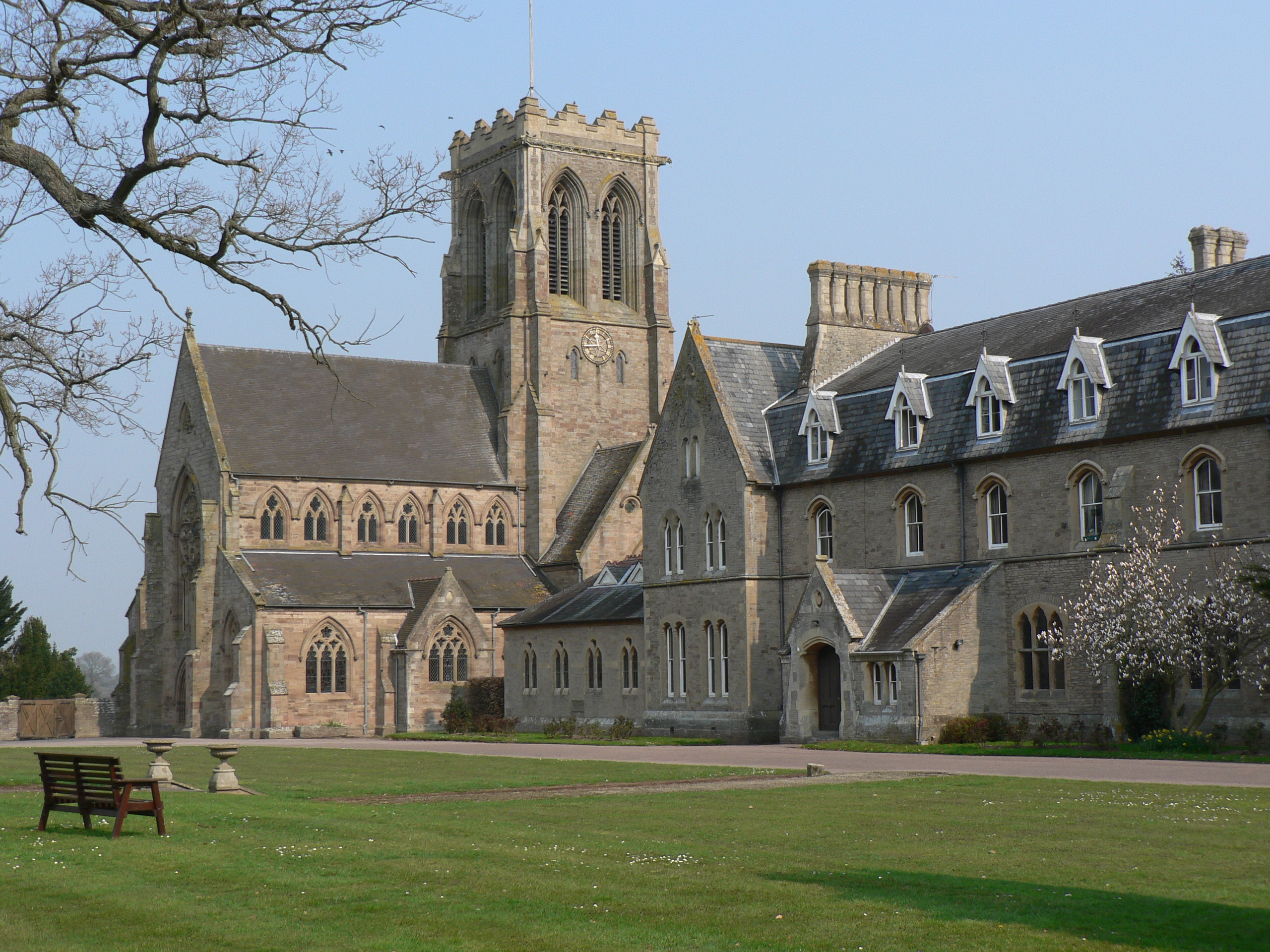
Il monastero benedettino di Belmont, primitiva sede della diocesi di Cardiff.

L'arcidiocesi di Cardiff-Menevia (in latino Archidioecesis Cardiffensis-Menevensis) è una sede metropolitana della Chiesa cattolica in Galles. Nel 2024 contava 181 115 battezzati su 2 564 615 abitanti. È retta dall'arcivescovo Mark O'Toole.

## Territorio
L'arcidiocesi copre il Galles meridionale e la contea di Herefordshire in Inghilterra. Si estende per 12675 km² nelle seguenti contee tradizionali della Gran Bretagna: Monmouthshire, Herefordshire, Glamorganshire, Swansea, Neath, Port Talbot e le contee amministrative tradizionali di Brecknockshire, Cardiganshire, Carmarthenshire, Pembrokeshire e Radnorshire del Galles.
Sede arcivescovile è la città di Cardiff, la capitale del Galles, in cui si trova la cattedrale metropolitana di San Davide, chiesa madre dell'arcidiocesi. A Swansea si trova la concattedrale di San Giuseppe, già cattedrale  della diocesi di Menevia. Nella cittadina di Cardigan si trova il santuario Welsh National Shrine of Our Lady of Cardigan.
Il territorio è suddiviso in 112 parrocchie.

### Provincia ecclesiastica
La provincia ecclesiastica di Cardiff-Menevia, istituita nel 1916, comprende una suffraganea: la diocesi di Wrexham, eretta nel 1987.

## Storia

### Arcidiocesi di Cardiff
Il vicariato apostolico del distretto del Galles fu eretto il 3 luglio 1840 con il breve Muneris Apostolici di papa Gregorio XVI, ricavandone il territorio dal vicariato apostolico del distretto occidentale (oggi diocesi di Clifton).
Il suo territorio si estendeva sull'intero Galles e sulla contea inglese dell'Herefordshire. Il vicario apostolico risiedeva tuttavia fuori dal territorio vicariale, nel collegio di San Gregorio Magno annesso all'abbazia di Downside nel Somerset. Nel 1843 il distretto contava 5 600 cattolici per 20 sacerdoti.
Il 29 settembre 1850 in forza del breve Universalis Ecclesiae di papa Pio IX il vicariato cedette una porzione del suo territorio a vantaggio dell'erezione della diocesi di Shrewsbury e nel contempo fu elevato a diocesi, assumendo il nome di diocesi di Newport e di Menevia. Cattedrale della diocesi era il monastero benedettino di Belmont, presso Hereford e la diocesi aveva un capitolo monastico. Originariamente era suffraganea dell'arcidiocesi di Westminster.
Nel 1895 cedette un'altra porzione di territorio a vantaggio dell'erezione del vicariato apostolico del Galles (poi diocesi di Menevia, oggi parte dell'arcidiocesi di Cardiff-Menevia) e contestualmente assunse il nome di diocesi di Newport.
Il 28 ottobre 1911 entrò a far parte della provincia ecclesiastica dell'arcidiocesi di Birmingham.
Il 7 febbraio 1916 in forza della bolla Cambria celtica gentis di papa Benedetto XV fu elevata al rango di arcidiocesi metropolitana e assunse il nome di "arcidiocesi di Cardiff" a causa del trasferimento della sede arcivescovile da Newport a Cardiff. Inizialmente la diocesi ebbe due cattedrali e due distinti capitoli, uno secolare e uno regolare, perché Belmont poté conservare i suoi privilegi di cattedrale e il suo capitolo. Il 20 marzo 1920 con la bolla Praeclara gesta lo stesso papa Benedetto XV accolse la rinuncia dei monaci di Belmont ai privilegi di cattedrale e di capitolo ed elevò il monastero al rango di abbazia.
Il 12 febbraio 1987 cedette il West Glamorgan alla diocesi di Menevia.
Al momento dell'unione con la diocesi di Menevia, l'arcidiocesi di Cardiff si estendeva per 3064 km² nelle contee di Monmouthshire, Herefordshire e la parte orientale della contea di Glamorganshire (la parte occidentale apparteneva alla diocesi di Menevia) e comprendeva 59 parrocchie.

### Diocesi di Menevia
Il vicariato apostolico del Galles fu eretto il 4 marzo 1895, con il breve De animarum salute di papa Leone XIII, ricavandone il territorio della diocesi di Shrewsbury e dalla diocesi di Newport e Menevia, che contestualmente assunse il nome di diocesi di Newport (oggi arcidiocesi di Cardiff-Menevia). Il vicariato apostolico comprendeva l'intero Galles, eccetto il Glamorganshire.
Il 12 maggio 1898 il vicariato apostolico fu elevato a diocesi e assunse il nome di "diocesi di Menevia", in forza del breve Quae catholico nomini di papa Leone XIII. Il titolo si rifaceva all'antica diocesi di Saint David's, il cui nome latino era Menevia, città poi chiamata con il nome del fondatore della diocesi san Davide; si ritiene che Menevia derivi da Menapia, un insediamento romano del Pembrokeshire. Dal momento che Saint David's era nel frattempo divenuta una diocesi anglicana, la sede della nuova diocesi cattolica fu posta nella città di Wrexham.
Originariamente suffraganea dell'arcidiocesi di Westminster, il 28 ottobre 1911 entrò a far parte della provincia ecclesiastica di Birmingham, mentre il 7 febbraio 1916 divenne suffraganea dell'arcidiocesi di Cardiff.
Il 12 febbraio 1987 le circoscrizioni ecclesiastiche del Galles furono ristrutturate: la diocesi di Menevia cedette una parte del suo territorio a vantaggio dell'erezione della diocesi di Wrexham; contestualmente acquisì il West Glamorgan, che apparteneva all'arcidiocesi di Cardiff. La cattedrale della diocesi di Menevia, che si trovava a Wrexham, divenne cattedrale della nuova diocesi di Wrexham; la cattedrale della diocesi di Menevia e il suo capitolo furono pertanto trasferiti nella chiesa di San Giuseppe di Swansea. In questo modo la diocesi di Menevia veniva ad avere pressoché la stessa estensione dell'antica diocesi di Saint David's.
Al momento dell'unione con l'arcidiocesi di Cardiff, la diocesi di Menevia si estendeva su 9611 km² e comprendeva 53 parrocchie nella città e contea di Swansea, Neath, Port Talbot e nelle contee amministrative tradizionali di Brecknockshire, Cardiganshire, Carmarthenshire, Pembrokeshire e Radnorshire.

### Arcidiocesi di Cardiff-Menevia
L'11 luglio 2019 l'arcivescovo di Cardiff George Stack fu nominato amministratore apostolico della diocesi di Menevia, mentre il 27 aprile 2022 le sedi di Cardiff e Menevia furono unite in persona episcopi.
Il 12 settembre 2024 l'arcidiocesi di Cardiff e la diocesi di Menevia sono state unite da papa Francesco; contestualmente la nuova circoscrizione ha assunto il nome attuale.

## Cronotassi dei vescovi
Si omettono i periodi di sede vacante non superiori ai 2 anni o non storicamente accertati.

### Sede di Cardiff
- Thomas Joseph Brown, O.S.B. † (5 giugno 1840 - 12 aprile 1880 deceduto)
- John Cuthbert Hedley, O.S.B. † (18 febbraio 1881 - 11 novembre 1915 deceduto)
- James Romanus Bilsborrow, O.S.B. † (7 febbraio 1916 - 16 dicembre 1920 dimesso[6])
- Francis Edward Joseph Mostyn † (7 marzo 1921 - 25 ottobre 1939 deceduto)
- Michael Joseph McGrath † (20 giugno 1940 - 28 febbraio 1961 deceduto)
- John Aloysius Murphy † (22 agosto 1961 - 25 marzo 1983 ritirato)
- John Aloysius Ward, O.F.M.Cap. † (25 marzo 1983 - 26 ottobre 2001 dimesso)
- Peter David Gregory Smith † (26 ottobre 2001 - 30 aprile 2010 nominato arcivescovo di Southwark)
- George Stack (19 aprile 2011 - 27 aprile 2022 ritirato)
- Mark O'Toole (27 aprile 2022 - 12 settembre 2024 nominato arcivescovo di Cardiff-Menevia)

### Sede di Menevia
- Francis Edward Joseph Mostyn † (4 luglio 1895 - 7 marzo 1921 nominato arcivescovo di Cardiff)
  - Sede vacante (1921-1926)
- Francis John Vaughan † (21 giugno 1926 - 13 marzo 1935 deceduto)
- Michael Joseph McGrath † (10 agosto 1935 - 20 giugno 1940 nominato arcivescovo di Cardiff)
- Daniel Joseph Hannon † (15 marzo 1941 - 26 aprile 1946 deceduto)
- John Edward Petit † (8 febbraio 1947 - 16 giugno 1972 ritirato)
- Langton Douglas Fox † (16 giugno 1972 - 5 febbraio 1981 dimesso)
- John Aloysius Ward, O.F.M.Cap. † (5 febbraio 1981 succeduto - 25 marzo 1983 nominato arcivescovo di Cardiff)
- James Hannigan † (13 ottobre 1983 - 12 febbraio 1987 nominato vescovo di Wrexham)
- Daniel Joseph Mullins † (12 febbraio 1987 - 12 giugno 2001 dimesso)
- John Mark Jabalé, O.S.B. † (12 giugno 2001 succeduto - 16 ottobre 2008 ritirato)
- Thomas Matthew Burns, S.M. (16 ottobre 2008 - 11 luglio 2019 ritirato)
  - Sede vacante (2019-2022)[7]
- Mark O'Toole (27 aprile 2022 - 12 settembre 2024 nominato arcivescovo di Cardiff-Menevia)

### Sede di Cardiff-Menevia
- Mark O'Toole, dal 12 settembre 2024

## Statistiche
L'arcidiocesi nel 2024 su una popolazione di 2.564.615 persone contava 181.115 battezzati, corrispondenti al 7,1% del totale.
| anno                           | popolazione | popolazione | popolazione | presbiteri | presbiteri | presbiteri | presbiteri                | diaconi | religiosi | religiosi | parrocchie |
| anno                           | battezzati  | totale      | %           | numero     | secolari   | regolari   | battezzati per presbitero | diaconi | uomini    | donne     | parrocchie |
| ------------------------------ | ----------- | ----------- | ----------- | ---------- | ---------- | ---------- | ------------------------- | ------- | --------- | --------- | ---------- |
| arcidiocesi di Cardiff         |             |             |             |            |            |            |                           |         |           |           |            |
| 1950                           | 93 829      | 1 772 289   | 5,3         | 176        | 114        | 62         | 533                       |         | 13        | 357       | 85         |
| 1957                           | 88 734      | 1 772 289   | 5,0         | 195        | 124        | 71         | 455                       |         | 87        | 443       | 85         |
| 1969                           | 105 449     | 1 887 000   | 5,6         | 187        | 121        | 66         | 563                       |         | 87        | 396       | 98         |
| 1980                           | 106 217     | 1 868 106   | 5,7         | 178        | 109        | 69         | 596                       |         | 91        | 344       | 102        |
| 1990                           | 90 522      | 1 423 949   | 6,4         | 157        | 93         | 64         | 576                       | 1       | 75        | 210       | 82         |
| 1999                           | 83 023      | 1 596 100   | 5,2         | 126        | 80         | 46         | 658                       | 1       | 50        | 157       | 79         |
| 2000                           | 83 900      | 1 596 200   | 5,3         | 130        | 79         | 51         | 645                       | 1       | 54        | 146       | 79         |
| 2001                           | 79 191      | 1 598 944   | 5,0         | 126        | 75         | 51         | 628                       | 1       | 54        | 144       | 79         |
| 2002                           | 79 214      | 1 608 750   | 4,9         | 121        | 71         | 50         | 654                       | 1       | 54        | 143       | 79         |
| 2003                           | 87 942      | 1 568 500   | 5,6         | 112        | 68         | 44         | 785                       | 1       | 49        | 132       | 79         |
| 2004                           | 86 536      | 1 398 203   | 6,2         | 114        | 71         | 43         | 759                       | 1       | 46        | 128       | 78         |
| 2006                           | 82 211      | 1 413 000   | 5,8         | 108        | 69         | 39         | 761                       | 1       | 42        | 96        | 74         |
| 2010                           | 144 960     | 1 510 000   | 9,6         | 94         | 62         | 32         | 1 542                     | 16      | 34        | 123       | 60         |
| 2013                           | 144 000     | 1 500 500   | 9,6         | 79         | 50         | 29         | 1 822                     | 21      | 31        | 115       | 58         |
| 2016                           | 147 300     | 1 535 000   | 9,6         | 70         | 45         | 25         | 2 104                     | 19      | 27        | 101       | 59         |
| 2019                           | 131 280     | 1 556 940   | 8,4         | 71         | 50         | 21         | 1 849                     | 19      | 26        | 83        | 59         |
| 2021                           | 132 450     | 1 570 830   | 8,4         | 65         | 44         | 21         | 2 037                     | 20      | 33        | 69        | 59         |
| 2023                           | 154 000     | 1 711 000   | 9,0         | 66         | 43         | 23         | 2 333                     | 18      | 34        | 60        | 59         |
| 2024                           | 154 000     | 1 711 000   | 9,0         | 66         | 43         | 23         | 2 333                     | 18      | 34        | 60        | 59         |
| diocesi di Menevia             |             |             |             |            |            |            |                           |         |           |           |            |
| 1948                           | 20 003      | 932 480     | 2,1         | 196        | 64         | 132        | 102                       |         | 96        | 378       | 61         |
| 1969                           | 37 933      | 969 616     | 3,9         | 195        | 90         | 105        | 194                       |         | 113       | 504       | 67         |
| 1980                           | 43 000      | 978 000     | 4,4         | 143        | 71         | 72         | 300                       | 1       | 75        | 304       | 67         |
| 1990                           | 31 351      | 775 300     | 4,0         | 59         | 39         | 20         | 531                       |         | 27        | 178       | 62         |
| 1999                           | 28 764      | 611 679     | 4,7         | 57         | 35         | 22         | 504                       |         | 32        | 129       | 61         |
| 2000                           | 29 391      | 611 679     | 4,8         | 58         | 36         | 22         | 506                       |         | 32        | 138       | 61         |
| 2001                           | 28 260      | 785 553     | 3,6         | 60         | 34         | 26         | 471                       |         | 35        | 132       | 61         |
| 2002                           | 26 655      | 787 700     | 3,4         | 61         | 33         | 28         | 436                       |         | 35        | 123       | 61         |
| 2003                           | 26 867      | 782 800     | 3,4         | 59         | 32         | 27         | 455                       |         | 34        | 117       | 60         |
| 2004                           | 26 266      | 788 550     | 3,3         | 58         | 30         | 28         | 452                       |         | 34        | 116       | 60         |
| 2013                           | 26 200      | 829 500     | 3,2         | 45         | 32         | 13         | 582                       | 3       | 21        | 79        | 55         |
| 2016                           | 28 254      | 834 634     | 3,4         | 47         | 37         | 10         | 601                       | 3       | 17        | 66        | 54         |
| 2019                           | 28 400      | 841 053     | 3,4         | 50         | 38         | 12         | 568                       | 3       | 18        | 63        | 52         |
| 2021                           | 27 500      | 846 763     | 3,2         | 50         | 37         | 13         | 550                       | 3       | 18        | 54        | 53         |
| 2023                           | 27 115      | 853 615     | 3,2         | 44         | 32         | 12         | 616                       | 2       | 16        | 50        | 53         |
| 2024                           | 27 115      | 853 615     | 3,2         | 44         | 32         | 12         | 616                       | 2       | 16        | 50        | 53         |
| arcidiocesi di Cardiff-Menevia |             |             |             |            |            |            |                           |         |           |           |            |
| 2024                           | 181 115     | 2 564 615   | 7,1         | 110        | 75         | 35         | 1 646                     | 20      | 50        | 110       | 112        |

### Per la sede di Cardiff
- (LA)  Breve Muneris Apostolici, in Bullarium pontificium Sacrae congregationis de propaganda fide, tomo V, Romae, 1841, p. 198
- (LA)  Bolla Cambria celtica gentis, AAS 8 (1916), p. 257
- (LA)  Bolla Praeclara gesta, AAS 12 (1920), p. 265

### Per la sede di Menevia
- (EN) Diocese of Menevia, in Catholic Encyclopedia, New York, Encyclopedia Press, 1913.
- (LA)  Breve De animarum salute, in Leonis XIII pontificis maximi acta, vol. XV, 1896, pp. 61–63
- (LA)  Breve Quae catholico nomini, in Le canoniste contemporain, 23º anno, Paris, 1900, pp. 286–287